# Zell im Odenwald

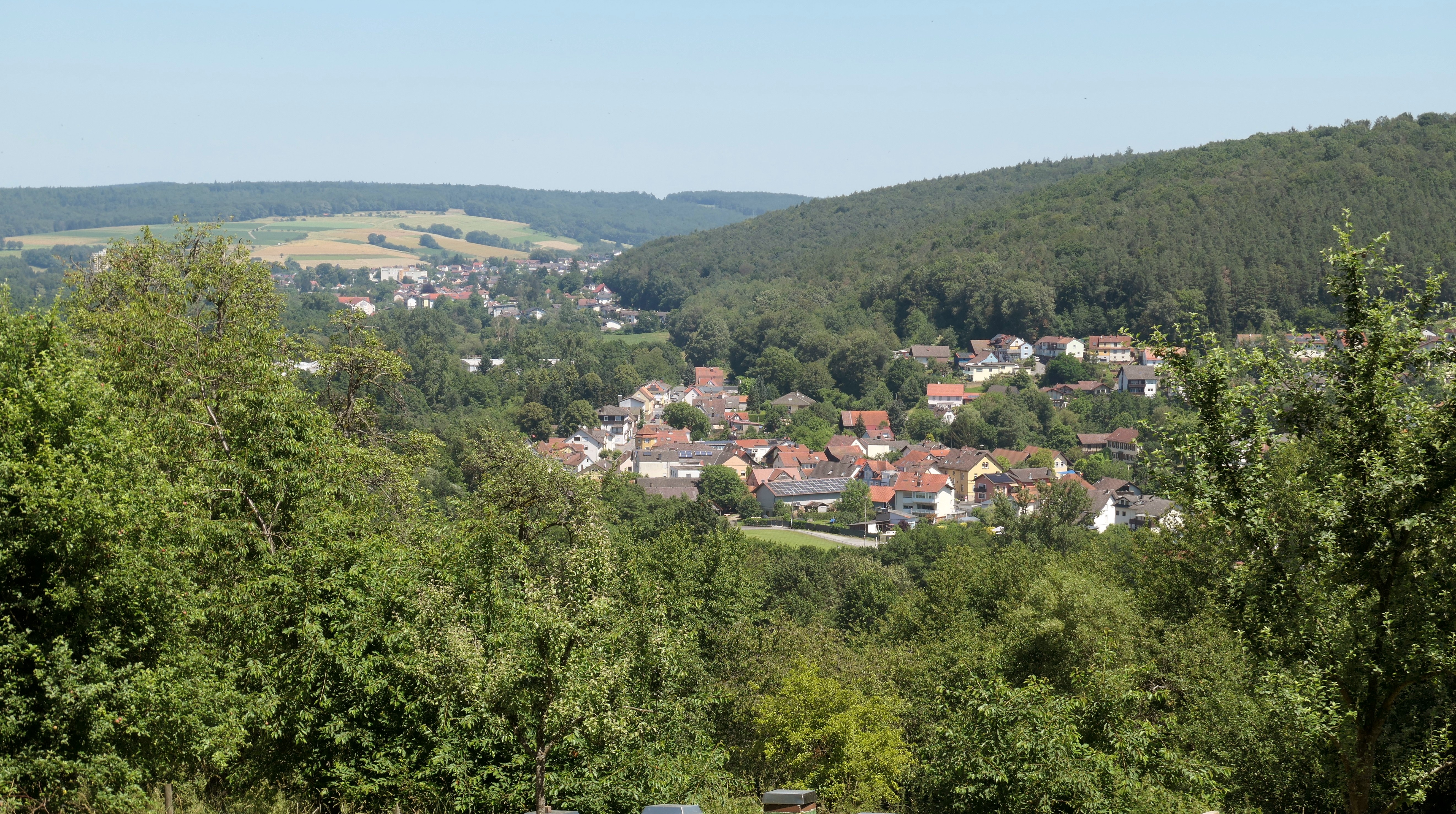
Blick auf Bad König – Zell im Mümlingtal

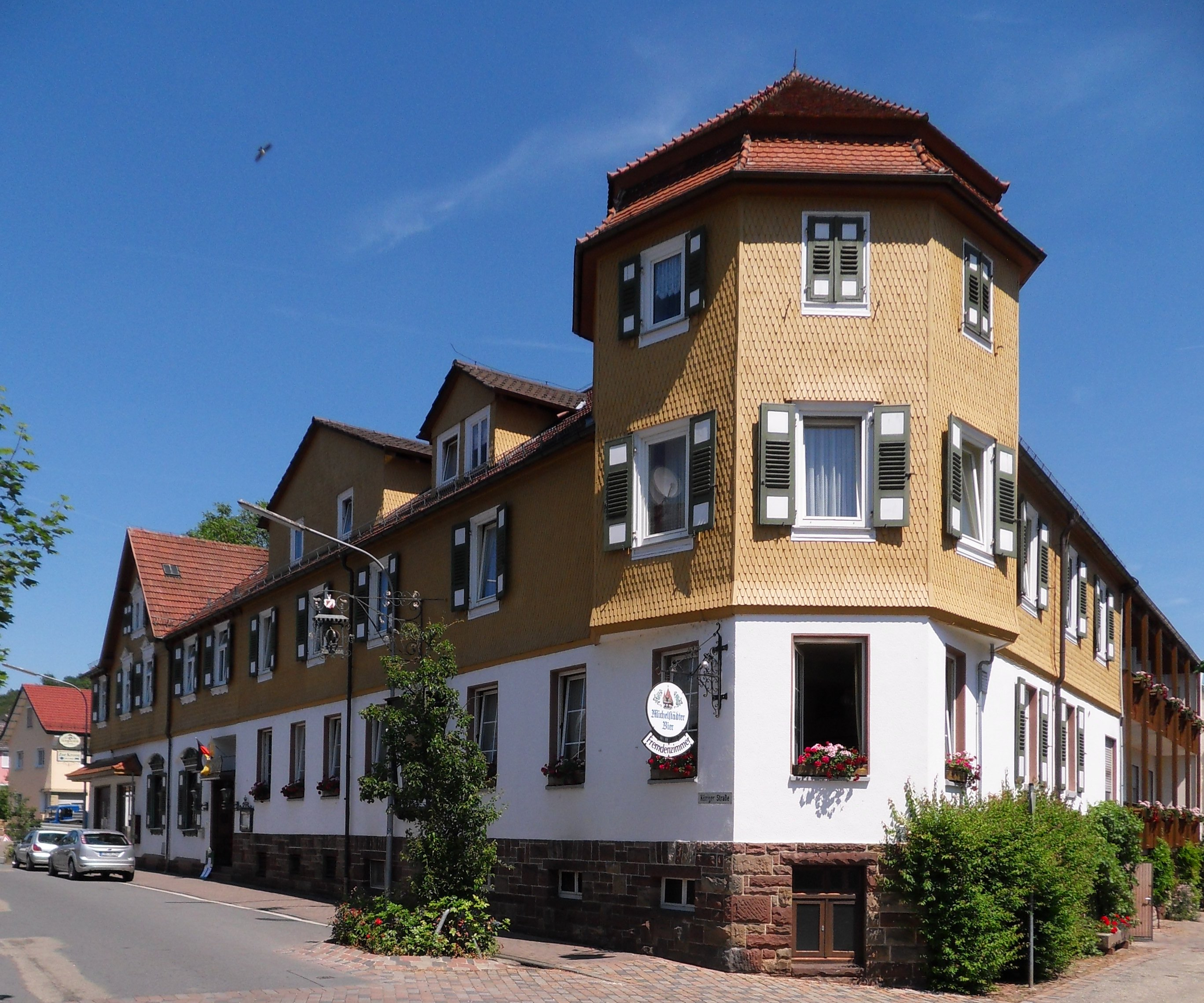
Das stattliche Gasthaus Zur Krone in der Königer Straße

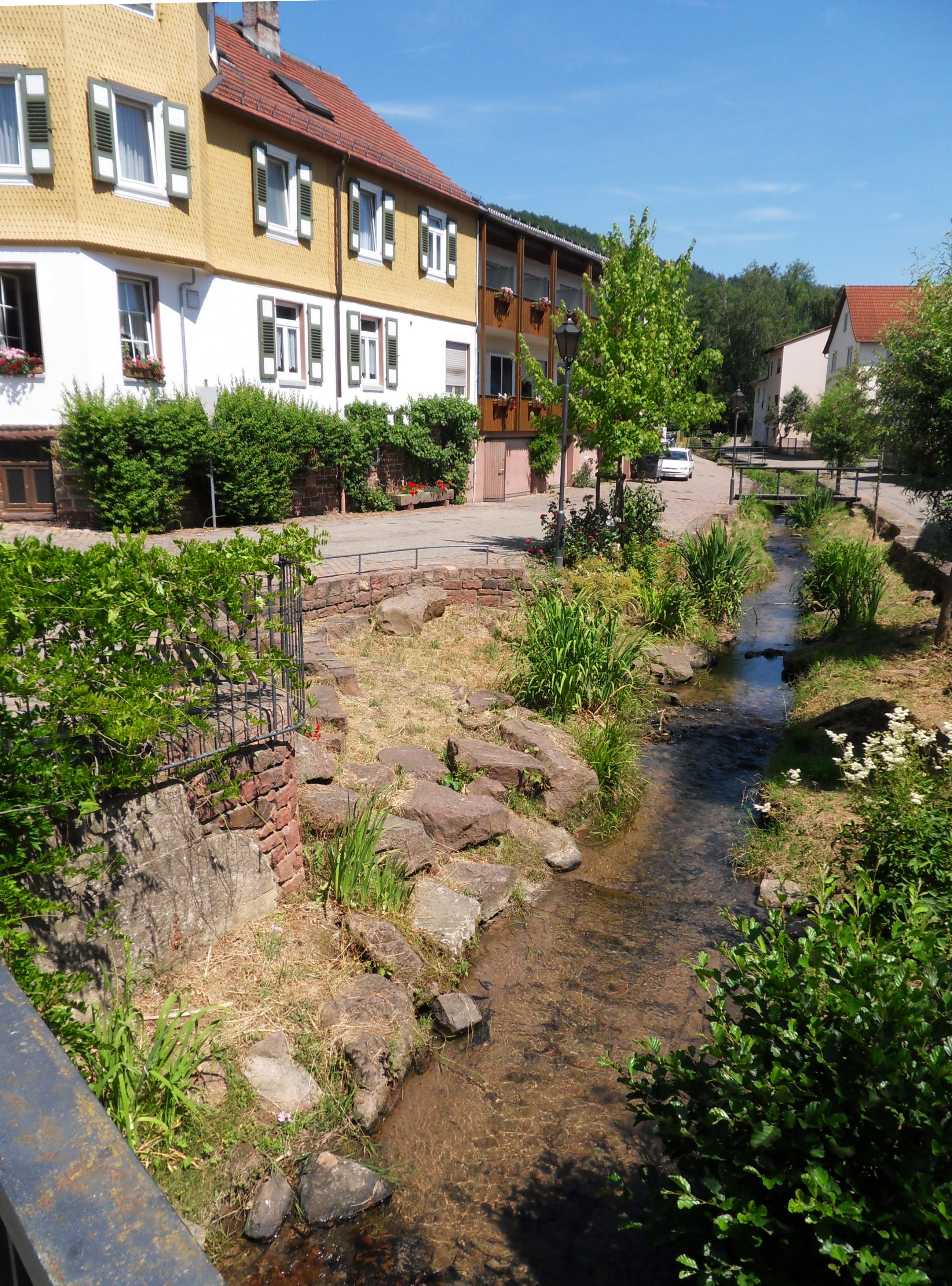
Der Dorfbach in Zell

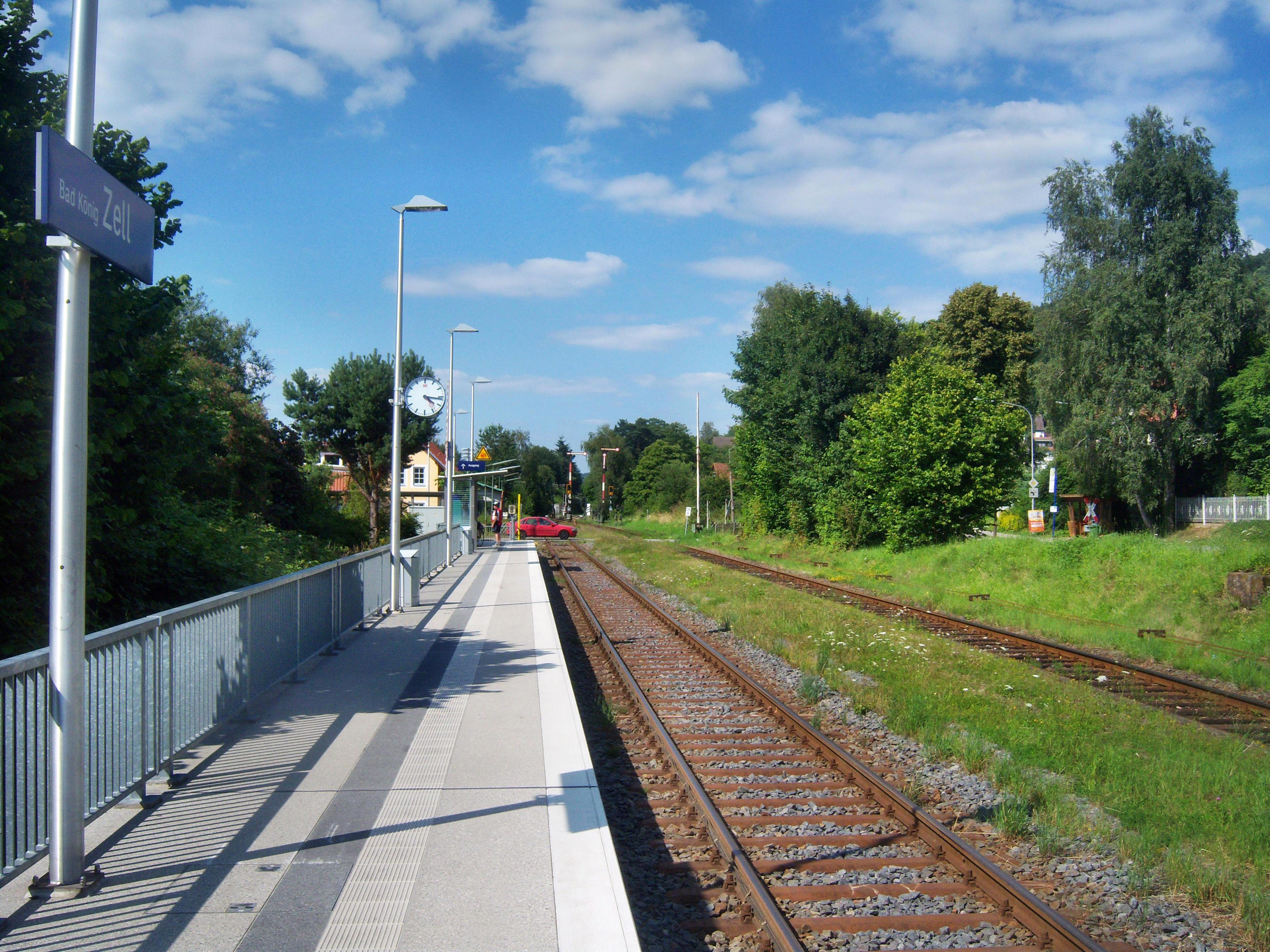
Der Zeller Bahnhof auf der Odenwaldbahn

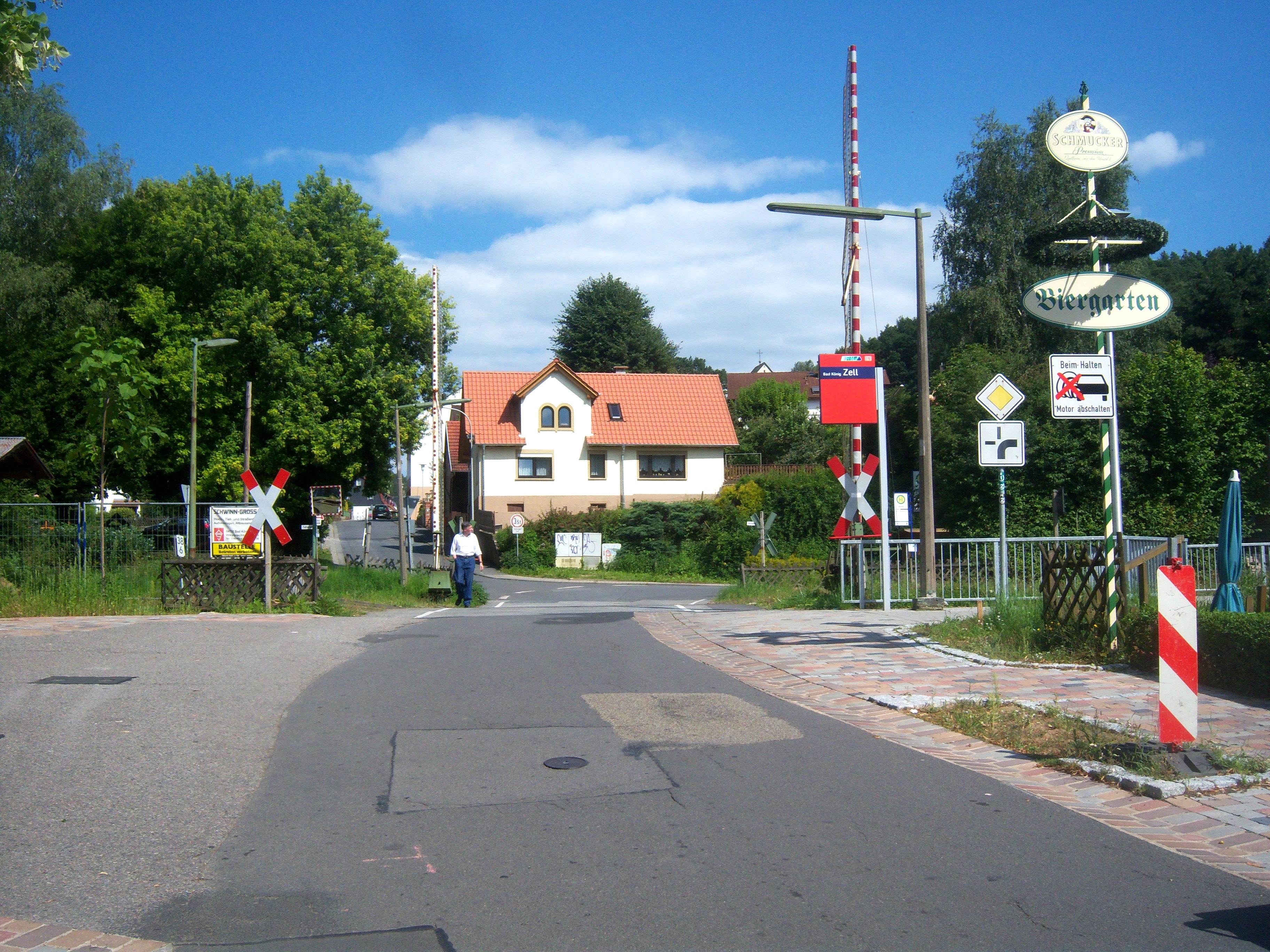
Bahnübergang der Straße An der Alten Schule über die Odenwaldbahn am Bahnhof Bad König-Zell, Blickrichtung Weiten-Gesäß

Zell im Odenwald ist, neben der Kernstadt, mit rund 1100 Einwohnern der größte Stadtteil von Bad König im südhessischen Odenwaldkreis. Der Ort liegt im Mümlingtal an der Bundesstraße 45 zwischen Michelstadt und Bad König.

## Geschichte
Ortsgeschichte
Die älteste erhaltene Erwähnung von Zell als Cella stammt von 1095 und findet sich im Lorscher Codex. Der Ort gehörte bis 1806 zur Herrschaft Breuberg, obwohl er etwas abseits von deren Kerngebiet lag. Dies erklärt sich möglicherweise aus einer langjährigen Verpfändung eines Eppsteiner Anteils an die Schenken von Erbach. Im Jahre 1564 kam es zum erbachischem Amt Michelstadt.
Mit der Mediatisierung 1806 wurde die Grafschaft Erbach Teil des Großherzogtums Hessen. Ab 1822 gehörte Zell zum Landratsbezirk Erbach, ab 1852 zum Kreis Erbach (ab 1939: „Landkreis Erbach“), der – mit leichten Grenzberichtigungen – seit 1972 Odenwaldkreis heißt. Nach Auflösung des Amtes Erbach 1822 nahm die erstinstanzliche Rechtsprechung für Zell das Landgericht Michelstadt wahr, ab 1879 das Amtsgericht Michelstadt.
Hessische Gebietsreform (1970–1977)
Am 1. August 1972 wurde die Gemeinde Zell im Zuge der Gebietsreform in Hessen in die Gemeinde (ab dem 10. Oktober 1980 Stadt) Bad König eingegliedert. Wie für jeden Stadtteil wurde ein Ortsbezirk mit Ortsbeirat und Ortsvorsteher eingerichtet.

## Kultur
Das Gasthaus Zur Krone in der Königer Straße steht unter Denkmalschutz, ebenso wie die Papierfabrik Maul (heute: Jakob Maul GmbH), die auf eine im frühen 18. Jahrhundert von den Erbacher Grafen gegründete Papiermühle zurückgeht, und die ehemalige Bannmühle.

## Wirtschaft
Der größte Arbeitgeber in Zell ist die Jakob Maul GmbH. Auch das Möbelhaus Kempf gehört zu den größeren Arbeitgebern in Zell.

## Verkehr
Zell ist durch seinen Haltepunkt „Bad König-Zell“ an den Regionalverkehr angebunden. Hier halten Bombardier Itinos von Vias auf der Odenwaldbahn, auf der man bis nach Darmstadt sowie bis ins Neckartal fahren kann. In Darmstadt besteht außerdem günstiger Anschluss nach Frankfurt am Main sowie in das restliche Rhein-Main-Gebiet.

## Kritik
Im April 2025 kam es zu einem Wirbel wegen AfD-Warnschildern. Unbekannte haben Tafeln mit Warnhinweisen am Ortseingang von Zell angebracht. Hintergrund war, dass der Stimmanteil der AfD in Zell bei 32 Prozent lag.